# Liri Belishova
Liri Belishova, née le 5 mars 1923 dans la municipalité de Mallakastër et morte le 23 avril 2018 à Tirana, est une figure politique de la période communiste albanaise.

## Biographie
Liri Belishova naît dans la municipalité de Mallakastër en 1923.
Durant la Seconde Guerre mondiale, elle entre dans la résistance communiste.
De 1948 à 1960, elle est membre du Politburo albanais.
Pour avoir montré son amitié à Nikita Khrouchtchev, elle est emprisonnée en 1960 et n'en sort qu'en 1991.
Elle meurt en 2018.